# Nasz Dom Izrael
Nasz Dom Izrael (hebr.: ישראל ביתנו, Jisra’el Betenu, ros.: Наш дом Израиль, ang.: Yisrael Beitenu) – prawicowa, nacjonalistyczna i antyklerykalna partia polityczna w Izraelu o charakterze wodzowskim, złożona w większości i reprezentująca głównie rosyjskojęzycznych imigrantów, którzy przybyli z krajów byłego Związku Radzieckiego.

## Informacje ogólne
Jisra’el Betenu postuluje zdecydowaną, twardą politykę wobec Arabów, a w szczególności Palestyńczyków, twierdząc iż nigdy nie uznają oni prawa Żydów do posiadania własnego państwa na Bliskim Wschodzie. Jednym z głównych założycieli i liderem partii jest Awigdor Lieberman – były członek Likudu i zwolennik koncepcji ponownego wytyczenia tzw. Zielonej Linii oddzielającej Izrael od Zachodniego Brzegu. Jego zdaniem skupisko arabskich osad na równinie Szaron (tzw. Trójkąt) i obszar Wadi Ara – przekazane pod zwierzchnictwo Izraela na mocy układu o zawieszeniu broni z 1949 – powinny zostać oddane Jordanii. Oznaczałoby to utratę obywatelstwa izraelskiego przez 1/3 Arabów zamieszkujących państwo żydowskie. Lieberman twierdzi, że realizacja jego planu jest koniecznością, ponieważ mieszkańcy wymienionych wyżej obszarów są Arabami i nigdy nie będą identyfikować się z Izraelem. Z tego względu muszą być zachęcani do zjednoczenia się ze swoimi rodakami. Postuluje nawet finansowe wsparcie dla tych izraelskich Arabów, którzy chcą wyemigrować. Jest też zwolennikiem utworzenia osobnego państwa palestyńskiego.
Pomimo tego, Lieberman znany jest ze swej sympatii do populacji izraelskich Druzów (którzy uznają Izrael i służą w jego armii), co przyciąga do jego partii wielu wyborców należących do tej grupy etniczno-religijnej.
Nasz Dom Izrael w wyborach w 2006 uzyskał 11 mandatów w 120-osobowym Knesecie. W październiku 2006 ugrupowanie weszło w skład koalicji rządowej, ale wystąpiło z niej w styczniu 2008. W wyniku przedterminowych wyborów w lutym 2009, partia powiększyła swój stan posiadania do 15 deputowanych. 31 marca 2009 ugrupowanie weszło w skład rządu Binjamina Netanjahu, a Lieberman został w nim wicepremierem i ministrem spraw zagranicznych.
Przed wyborami w 2013 Nasz Dom Izrael połączył swe siły z Likudem Netanjahu, wystawiając wspólną listę wyborczą. Łącznie udało im się wprowadzić do parlamentu 31 deputowanych, z czego do partii Liebermana należy 11.

## Historia

### Powstanie ugrupowania

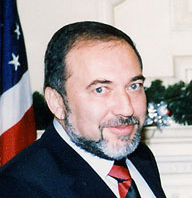
Awigdor Lieberman (ur. 1958) – założyciel i lider Jisra’el Betenu

Nasz Dom Izrael został założony przez Awigdora Liebermana, który chciał stworzyć ugrupowanie reprezentujące Żydów, którzy imigrowali do Izraela z krajów rosyjskojęzycznych, postulujące utrzymanie twardej linii w negocjacjach z Autonomią Palestyńską. Decyzja ta została w dużym stopniu spowodowana przez premiera i lidera Likudu, Binjamina Netanjahu, który w 1997 zawarł porozumienie z Palestyńczykami w Wye River, na mocy którego podzielono Hebron znajdujący się na Zachodnim Brzegu Jordanu – miasto mające spore znaczenie zarówno dla wyznawców judaizmu, jak i muzułmanów. Ponadto Lieberman wdał się w wewnątrzpartyjny spór z szefem Likudu, domagając się rozpisania referendum pośród członków ugrupowania, którego przedmiotem miało być wprowadzenie prawyborów w procedurze ustalania składu i kolejności na liście wyborczej partii.
Jednym z ugrupowań wchodzących w skład koalicji rządowej Netanjahu była partia Jisra’el ba-Alijja, złożona przede wszystkim z imigrantów pochodzących z krajów byłego ZSRR. Jej liderem był Natan Szaranski. Gdy Lieberman opuścił Likud, w proteście przeciwko porozumieniu z Palestyńczykami, miał nadzieję, że tak samo postąpi Szaranski. Tak się jednak nie stało. Pomimo tego dwóch członków ugrupowania Szaranskiego, Micha’el Nudelman i Jurij Sztern, opuściło jego partię, tworząc nowe stronnictwo – Alijja.
Tuż przed wyborami w 1999, ugrupowanie Liebermana i Alijja stworzyły razem Nasz Dom Izrael. Nowa partia uzyskała 4 miejsca w Knesecie, 2 mniej niż Jisra’el ba-Alijja. Nieco później dwóch członków tego ostatniego ugrupowania opuściło je i przeszło do partii lewicowych. W 2001 Nasz Dom Izrael wszedł do rządu. Lieberman został ministrem narodowej infrastruktury. Zrezygnował z tego stanowiska w 2002, ponieważ jego zdaniem premier Ariel Szaron nie rozmawiał z Palestyńczykami wystarczająco nieustępliwie.

### Wybory w 2003
Przed wyborami w 2003, partia połączyła siły z Unią Narodową, sojuszem skrajnie prawicowych ugrupowań pod przywództwem Binjamina Elona. Wkrótce wszedł on do koalicji rządowej, a Lieberman został ministrem transportu. 4 czerwca 2004 szef Jisra’el Betenu został jednak zdymisjonowany. Powodem tego był brak zgody Liebermana na zrealizowanie planu Ariela Szarona, polegającego na likwidacji wszystkich osiedli żydowskich w Strefie Gazy i części na Zachodnim Brzegu. Sam Lieberman mówił później 

Jestem dumny z tego, że zostałem wyrzucony przez premiera, który wykonał bezprecedensowy krok, wyrzucając ministra tylko dlatego, że... się z nim nie zgadza.

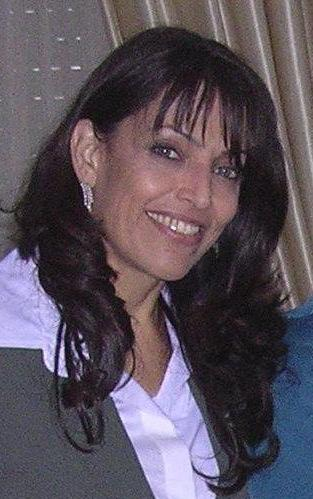
Esterina Tartman – była deputowana do Knesetu

 Zamiast planu Szarona, Lieberman w maju 2004 zaproponował separację terytoriów zamieszkanych przez obie nacje. Stwierdził, iż tylko ci Arabowie, którzy czują się związani z Państwem Izrael i byli całkowicie mu lojalni, mogliby pozostać w Izraelu. Jednak 30 maja premier Ariel Szaron odrzucił plan Liebermana, oświadczając m.in. Uznajemy izraelskich Arabów za część Państwa Izrael. 4 czerwca 2004 Szaron zdymisjonował Liebermana i Elona, pragnąc uzyskać dzięki temu większość na posiedzeniu rządu, który dyskutować miał nad kwestią realizacji planu jednostronnych posunięć. Gdy obaj dowiedzieli się o decyzji szefa rządu, próbowali się ukryć, aby uniemożliwić doręczenie powiadomienia o dymisji. Chcieli następnie pojawić się na posiedzeniu rządu i, formalnie będąc wciąż jego członkami (decyzja o dymisji członka gabinetu wchodzi w życie Izraelu 48 godzin od jej wydania), zagłosować przeciwko planowi Szarona. Elon ukrywał się przez jakiś czas przed doręczycielem, lecz Lieberman został szybko odnaleziony w swojej prywatnej siłowni. Rząd ostatecznie przegłosował przyjęcie planu Szarona stosunkiem głosów 17:5.

### Wybory w 2006
W wyborach w 2006 Nasz Dom Izrael wystartował samodzielnie. Przyłączył się do niego były wicedyrektor Szin Bet, Jisra’el Chason. Wyniki wyborów okazały się sukcesem. Ugrupowanie zapewniło sobie 11 miejsce w Knesecie, a jednym z posłów został m.in. Josef Szagal, który został członkiem Jisra’el Betenu na miesiąc przed wyborami. Sukces ten w dużej mierze był zasługą zatrudnienia amerykańskiego eksperta od kampanii wyborczych, Arthura Finkelsteina. Ugrupowanie wykorzystało m.in. rosyjskojęzyczny slogan Niet, Niet, Da (Nie, Nie, Tak) – opisującego sposób głosowania na ugrupowania odpowiednio Netanjahu, Olmerta i Liebermana. Początkowo Lieberman zdecydował, że jego partia nie wejdzie do centrolewicowego rządu i będzie w opozycji. Niedługo po wyborach lider Jisra’el Betenu „zasłynął” wypowiedzią z 5 maja 2006, iż ci z arabskich deputowanych do Knesetu, którzy spotykają się z liderami Hamasu i Hezbollahu, powinni zostać osądzeni jako zdrajcy i kolaboranci. Lieberman przyrównał ich do osób współpracujących z nazistami podczas II wojny światowej, które zostały za to skazane na śmierć. W tej sprawie głos zabrał premier Ehud Olmert, który stanął w obronie arabskich deputowanych do Knesetu, mówiąc iż jest pewien tego, że działają oni w interesie Izraela.

#### W koalicji z Kadimą
W październiku 2006, Nasz Dom Izrael wszedł jednak do koalicji rządowej. Awigdor Lieberman został wicepremierem i ministrem ds. strategicznych (to stanowisko zostało stworzone specjalnie dla niego, w związku z zagrożeniem ze strony potencjału nuklearnego Iranu), a Jicchak Aharonowicz – ministrem turystyki. Początkowo stanowisko to miał otrzymać Jisra’el Chason, ale Lieberman oświadczył, że posiada on zbyt wysokie kwalifikacje jak na tę posadę. Wywołało to niezadowolenie tego pierwszego, który stwierdził, iż brak nominacji jest przejawem wewnątrzpartyjnej walki. Brana była również pod uwagę kandydatura Esteriny Tartman, ale okazało się, że podawała ona nieprawdziwe dane o swoim wykształceniu.
Porozumienie koalicyjne z Kadimą, podpisane przez Jisra’el Betenu 23 października 2006, postawiło Partię Pracy w niełatwym położeniu, ponieważ poprzednio wielu jej prominentnych członków wyrażało sprzeciw wobec zasiadania z Liebermanem w jednym rządzie. Minister kultury, sportu, nauki i technologii, Ofir Pines-Paz powiedział m.in., że minister ds. strategicznych to żart. Lieberman sam w sobie jest strategicznym zagrożeniem, i dalej: Zrobię wszystko co w mojej mocy aby zapobiec wejściu tej partii do rządu. Kiedy gabinet zgodził się na wejście Jisra’el Betenu w jego skład, Pines-Paz zrezygnował z posady ministerialnej, twierdząc iż nie ma innego wyjścia, ponieważ w gabinecie znaleźli się ludzie głoszący rasistowskie i antydemokratyczne twierdzenia.
Pod koniec 2006 partia, a zwłaszcza postać jej lidera znacznie zyskała na popularności wśród Izraelczyków. W sondażu opublikowanym w gazecie Jedi’ot Acharonot z 21 września 2006, Awigdor Lieberman znalazł się na drugim miejscu pod względem popularności, zaraz po Binjaminie Netanjahu. Ehud Olmert zajął dopiero piąte miejsce, uzyskując poparcie rzędu 7%.
Zachowanie polityków Jisra’el Betenu stało się obiektem kontrowersji m.in. w styczniu 2007, kiedy to ówczesny lider Partii Pracy, Amir Perec nominował Raleba Madżadele na stanowisko ministra nauki i technologii, na miejsce Pines-Paza. Ehud Olmert przyjął tę kandydaturę i w ten sposób Majadele został pierwszym Arabem i muzułmaninem, który został ministrem w rządzie Izraela. Lieberman potępił tę nominację, zażądał ustąpienia Pereca ze stanowiska przewodniczącego Partii Pracy i stwierdził, że spowodował on zagrożenie dla bezpieczeństwa państwa. W odpowiedzi Perec oskarżył lidera Jisra’el Betenu i jego partię o rasizm. Członkini parlamentu z ramienia partii Liebermana, Esterina Tartman odpowiedziała, że decyzja ówczesnego szefa Partii Pracy może naruszyć Charakter Izraela jako żydowskiego państwa. Komentarz Tartman został natychmiast potępiony przez innych członków Knesetu jako opinia rasistowska.

#### Wyjście z rządu Olmerta
17 stycznia 2008 Jisra’el Betenu wyszedł z rządu Ehuda Olmerta, w proteście przeciwko rozmowom pokojowym z Autonomią Palestyńską. Szef Jisra’el Betenu oświadczył, że jego partia opuściła gabinet, ponieważ Kadima miała zamiar oddać Palestyńczykom ziemie zajęte w 1967.
21 września 2008 Ehud Olmert złożył oficjalną rezygnację ze stanowiska premiera na ręce prezydenta Szimona Peresa. Ten przekazał misję uformowania nowego rządu liderowi Kadimy, Cippi Liwni. Zgodnie z ustawami zasadniczymi Izraela, w przypadku braku sukcesu po upływie 42 dni od uzyskania nominacji, rozpisywane są nowe wybory. 13 października Kadima i Partia Pracy doszły do porozumienia w sprawie nowej umowy koalicyjnej, jednak Liwni ostatecznie nie udało się utworzyć nowej koalicji. Prezydent Peres rozpisał wybory do Knesetu na 10 lutego 2009. Do czasu sformowania nowego rządu po wyborach w 2009, premierem pozostawał Ehud Olmert.
W połowie grudnia 2008 Jisra’el Betenu zainicjowało swą kampanię wyborczą wiecem w Kacrin. Podczas tego wydarzenia Lieberman wygłosił przemówienie, w którym m.in. zachęcił izraelskich Arabów, którzy zastanawiają się nad rezygnacją z obywatelstwa tego państwa, do uczynienia tego jak najszybciej. Dodał także, że pierwszymi sprawami, jakimi zajmie się partia podczas nowej kadencji Knesetu, będą kwestie związane z ubezpieczeniami społecznymi, edukacją, świadczeniami na rzecz żołnierzy z jednostek bezpośrednio zaangażowanych w walki z terrorystami i służbą zastępczą poborowych.
22 grudnia Jisra’el Betenu ujawniło skład listy partyjnej w wyborach w lutym 2009 (została ona zatwierdzona przez komitet centralny partii). Pierwsza dziesiątkę stanowili: Lieberman, Uzzi Landau, Stas Misieżnikow, Jicchak Aharonowicz, Sofa Landwer, Orli Lewi-Abekasis, Danijjel Ajjalon, Dawid Rotem, Anastasija Micha’eli i Feina Kirschenbaum. Szczególną uwagę obserwatorów izraelskiej sceny politycznej przykuły dwie byłe prezenterki telewizyjne obecne na liście – Lewi i Michaeli. Ta druga, po zajęciu dopiero 44. miejsca na liście partyjnej Kadimy, postanowiła wystartować w wyborach w barwach Jisra’el Betenu.
Esterina Tartman i Josef Szagal nie otrzymali miejsc na liście dających im realne szanse na ponowny wybór w skład Knesetu. Z tego powodu oboje zrezygnowali z członkostwa w partii.
12 stycznia 2009 izraelska Centralna Komisja Wyborcza, na wniosek Jisra’el Betenu, Unii Narodowej i Narodowej Partii Religijnej wydała decyzję o niedopuszczeniu partii arabskich Balad i Ra’am-Ta’al do wyborów parlamentarnych w lutym 2009, zarzucając im utrzymywanie kontaktów z organizacjami terrorystycznymi i nieuznawanie prawa Izraela do istnienia. Oba ugrupowania zapowiedziały wniesienie apelacji. 21 stycznia została ona uwzględniona przez izraelski Sąd Najwyższy i zakaz startu w wyborach dla ugrupowań arabskich został zniesiony.

### Wybory w 2009 i koalicja z Likudem
W wyborach przedterminowych do Knesetu z 10 lutego 2009 Jisra’el Betenu zajął trzecie miejsce, zdobywając 15 mandatów parlamentarnych. Zwycięzcą została Kadima, która wygrała wybory uzyskując 28 miejsc w Knesecie. Pomimo tego zwycięstwa, pod znakiem zapytania stanęło to, czy kolejny premier Izraela będzie członkiem Kadimy. Stało się tak, ponieważ druga pod względem wielkości partia – Likud, otrzymała tylko o jeden mandat mniej. Dzięki temu ugrupowaniem o sporym potencjale koalicyjnym stało się Jisra’el Betenu, któremu pod względem ideologicznym o wiele bliżej do Likudu, niż do Kadimy.
Ostatecznie misję tworzenia nowego gabinetu otrzymał Binjamin Netanjahu, lider Likudu. Do swojego rządu zaprosił większość ugrupowań obecnych w Knesecie, także Jisra’el Betenu, dążąc do utworzenia tzw. rządu jedności narodowej. 16 marca 2009 Likud i partia Liebermana doszły do porozumienia, podpisano porozumienie koalicyjne, na mocy którego członkom Jisra’el Betenu obiecano stanowisko wicepremiera i pięć tek ministerialnych. Ugrupowanie Netanjahu zagwarantowało także, że w niedalekiej przyszłości koalicja rządowa rozpocznie prace nad uregulowaniami prawnymi dotyczącymi m.in. małżeństw mieszanych (Żydów i nie-Żydów). Porozumienie zawierało jednak klauzulę, dopuszczającą ewentualne zmiany w podziale ministerstw na wypadek uformowania rządu jedności narodowej. Gabinet Netanjahu został zaprzysiężony 31 marca 2009. Wicepremierem i ministrem spraw zagranicznych został w nim lider Jisra’el Betenu, Awigdor Lieberman. Inne resorty objęte przez członków tej partii to: absorpcji imigrantów (Sofa Landwer), bezpieczeństwa wewnętrznego (Jicchak Aharonowicz), narodowej infrastruktury (Uzzi Landau) i turystyki (Stas Misieżnikow). Aleks Miller z Jisra’el Betenu został zastępcą przewodniczącego Knesetu.
Awigdor Lieberman już w 8 godzin po objęciu stanowiska ministra spraw zagranicznych wywołał kontrowersje, oświadczając, że Izraela nie obowiązują ustalenia konferencji w Annapolis z 27 listopada 2007, mówiące o konieczności istnienia obok siebie dwóch państw – żydowskiego i palestyńskiego. W maju 2009 jego partia zaproponowała zakazanie obchodzenia przez izraelskich Arabów rocznicy utworzenia Izraela w 1948, pojmowanej przez nich jako tzw. Nakba (arab. Nieszczęście lub Katastrofa), w wyniku której ok. 700 tys. Arabów musiało opuścić swe domy.
Na początku sierpnia 2009 izraelska policja zaleciła postawienie Liebermanowi zarzutów o korupcję i pranie pieniędzy. Jej zdaniem lider Jisra’el Betenu otrzymywał duże sumy z zagranicy, które były przeznaczane na sfinansowanie kampanii wyborczych partii. Fundusze miały być przekazywane przez fikcyjne stowarzyszenia na różne konta bankowe. Śledztwo w tej sprawie było prowadzone od 2006.
Na początku 2010 deputowani Jisra’el Betenu do Knesetu zaproponowali, aby zmienić słowa przysięgi, jaką składają parlamentarzyści podczas obejmowania swych obowiązków. Zgłoszony przez nich projekt ustawy w tej sprawie przewidywał dodanie do słów o wierności Izraelowi także sformułowania jako żydowskiemu, syjonistycznemu i demokratycznemu państwu, jego wartościom i symbolom. Przeciwko tej propozycji opowiedziały się ugrupowania arabskie i skupiające ortodoksyjnych Żydów.
W styczniu 2010 wiceminister spraw zagranicznych z ramienia Jisra’el Betenu, Danijjel Ajjalon, wywołał skandal podczas rozmowy z ambasadorem Turcji Ahmetem Oğuzim Çelikkolem. Wiceminister upokorzył go, posadziwszy dyplomatę na niskim fotelu i nie podając mu ręki w obecności przedstawicieli mediów. Powodem takiego zachowania było rozpowszechnianie w Turcji serialu telewizyjnego ukazującego Mosad jako organizację zajmującą się porywaniem dzieci i nawracaniem ich na judaizm. Ajjalon przeprosił później Çelikkola, ale w mediach pojawiły się informacje, że jego przyszłość w partii stoi pod dużym znakiem zapytania. Wcześniej polityk ten był typowany na następcę Liebermana. Po incydencie z obraźliwym zachowaniem wobec ambasadora Turcji, opozycja wezwała obu do złożenia rezygnacji.
17 stycznia 2010 minister infrastruktury z ramienia Jisra’el Betenu Uzzi Landau, jako pierwszy w historii członek izraelskiego rządu złożył wizytę w Zjednoczonych Emiratach Arabskich (uczestniczył w międzynarodowej konferencji na temat energii ze źródeł odnawialnych w Abu Zabi).

### Połączenie sił z Likudem i wybory w 2013
25 października 2012 Netanjahu i Lieberman ogłosili połączenie sił partii politycznych, którym przewodzili oraz wystawienie wspólnej listy wyborczej w wyborach w 2013. Informacja ta wywołała dywagacje wśród komentatorów sytuacji na izraelskiej scenie politycznej, spodziewających się dążenia Liebermana do objęcia przywództwa w nowo utworzonym podmiocie. Przywódca Jisra’el Betenu potwierdził te przypuszczenia, stwierdzając, że „jest to jego cel, którym nie jest jednak owładnięty”.

W 2012 do ugrupowania dołączył syn byłego premiera Icchaka Szamira – Ja’ir.
13 grudnia 2012 izraelski prokurator generalny podjął decyzję o postawieniu Liebermanowi zarzutu sprzeniewierzenia i nadużycia zaufania publicznego (wcześniej planowano oskarżyć go także o pranie brudnych pieniędzy i korupcję). Chodziło o sprawę Bena Arje, byłego ambasadora Izraela na Białorusi. Miał on przekazać Liebermanowi informacje na temat innego toczącego się przeciwko niemu śledztwa, dotyczącego rzekomego przyjmowania przez niego pieniędzy od prywatnych przedsiębiorców. Wkrótce potem Aryeh został doradcą Liebermana jako ministra spraw zagranicznych i ambasadorem na Łotwie. 14 grudnia lider Jisra’el Betenu oświadczył, że zrzeka się immunitetu i rezygnuje ze stanowiska ministra spraw zagranicznych. Jego proces zaczął się 17 lutego 2013.
W wyniku wyborów parlamentarnych z 22 stycznia 2013 sojusz Likudu i Jisra’el Betenu wprowadził do Knesetu 31 deputowanych, z czego 11 to członkowie tego drugiego ugrupowania. Netanjahu zachował stanowisko premiera, tworząc w połowie marca 2013 rząd koalicyjny, w skład którego weszli także przedstawiciele partii Jesz Atid, Żydowski Dom oraz Ruch (Ha-Tenu’a).
6 listopada 2013 wyrokiem uniewinniającym zakończył się proces Awigdora Liebermana. Zdaniem sądu postąpił on niewłaściwie, ale nie popełnił przestępstwa. 11 listopada 2013 ponownie został on ministrem spraw zagranicznych Izraela, po zatwierdzeniu tego posunięcie przez całą radę ministrów.
Sojusz obu ugrupowań miał zdecydowanych przeciwników w szeregach tych partii. W listopadzie 2013 pojawiły się informacje, że w partiach trwają dyskusję, czy należy kontynuować współpracę. Ostatecznie została ona oficjalnie zakończona w lipcu 2014.

### Wybory w 2015

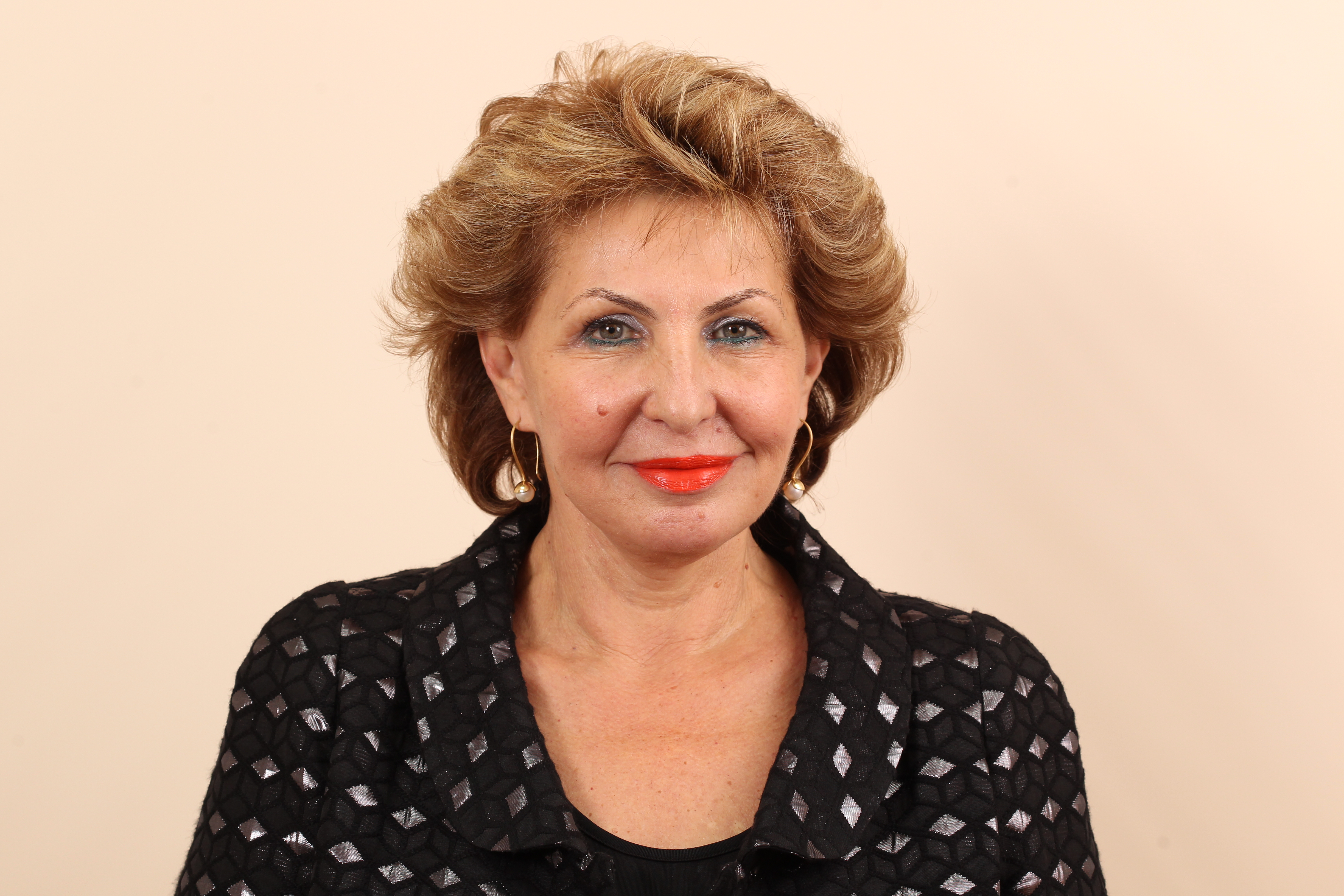
Sofa Landwer, była minister absorpcji imigrantów

Pod koniec 2014 w rządzie Binjamina Netanjahu zaczęły narastać napięcia między partnerami tworzącymi koalicję w sprawach takich jak budżet na 2015 rok, wysokie koszty życia, polityka wobec Palestyńczyków, a zwłaszcza zaproponowanej przez premiera kontrowersyjnej ustawy, która określiłaby Izrael jako „państwo narodowe” narodu żydowskiego. 2 grudnia 2014 premier Netanjahu zdymisjonował dwoje ministrów, liderów koalicyjnych centrowo-liberalnych ugrupowań: Ja’ira Lapida (partia Jest Przyszłość) oraz Cippi Liwni (partia Ruch), zarzucając im „spiskowanie”, „podważanie jego pozycji” i „nieustające ataki z wnętrza rządu”. Efektem kryzysu rządowego był wniosek o skrócenie kadencji Knesetu, która normalnie trwałaby do 2017.
W wyniku wyborów parlamentarnych w Izraelu, przeprowadzonych 17 marca 2015, Jisra’el Betenu wprowadził do Knesetu jedynie 6 deputowanych.

### Wybory w kwietniu 2019
W wyborach parlamentarnych w kwietniu 2019 roku ugrupowanie zajęło 7 miejsce zdobywając 172 933 głosów (4,02%). Przełożyło się to na 5 mandatów w Knesecie XXI kadencji.

### Wybory we wrześniu 2019
W przyśpieszonych wyborach we wrześniu ugrupowanie zajęło miejsce 5 miejsce, zdobywając 310 154 głosów (6,99%) i wprowadzając do dwudziestego drugiego Knesetu 8 posłów.

## Program
Platforma programowa Jisra’el Betenu nawiązuje do idei syjonizmu rewizjonistycznego. Partia, zdaniem jej liderów, jest narodowym ruchem z jasną wizją kontynuowania dzielnej drogi Ze’ewa Żabotyńskiego. Program Jisra’el Betenu opiera się na dwóch głównych postulatach. Pierwszym z nich jest utworzenie środowiska socjoekonomicznego korzystnego dla nowych imigrantów w Izraelu. Drugim założeniem polityki postulowanej przez tę partię jest wprowadzenie nieustępliwego i mało elastycznego kierunku w stosunkach z Palestyńczykami i krajami arabskimi. Podstawą dla tego drugiego dążenia są publikacje naukowe wydawane w Izraelu, przestrzegające przed zwiększającą się liczbą Arabów zamieszkujących w granicach państwa żydowskiego. Zdaniem liderów i członków Jisra’el Betenu, stanowi to zagrożenie dla bezpieczeństwa i charakteru tego kraju. Lieberman nie chce żyć w jednym kraju z Arabami, wskazując na konflikty etniczne jako największy problem Izraela. Postuluje nawet oddzielenie Żydów od Arabów, podobne do tego, które miało miejsce na Cyprze, pomiędzy Grekami i Turkami. Innym rozwiązaniem jest, według lidera Jisra’el Betenu, zwiększenie ilości imigrantów przybywających do Izraela, lub przekonanie jak największej liczby izraelskich Arabów do opuszczenia Izraela. W tym celu Jisra’el Betenu proponuje m.in. zmiany w prawie, mające zliberalizować kwestie świeckich małżeństw i ułatwić uzyskiwanie obywatelstwa imigrantom o wątpliwym żydowskim pochodzeniu. Jednocześnie Lieberman protestował przeciwko ustępstwom wobec żądań Jasira Arafata i innych przywódców palestyńskich, twierdząc, że polityka ustępstw rządu doprowadzi tylko do rozszerzenia tzw. „prawa do powrotu” na kolejne grupy Palestyńczyków.

Pomimo silnego poparcia dla wartości syjonistycznych i imigracji, partia postuluje rozwiązanie konfliktu poprzez utworzenie oddzielnego państwa palestyńskiego. Motto Jisra’el Betenu to: Izrael naszym domem, Palestyna ich. Lieberman: 

Chcę, aby Państwo Izrael pozostało syjonistycznym, żydowskim i demokratycznym państwem. Nie ma w tym nic skrajnego albo ultra. Opowiadam się także za utworzeniem państwa palestyńskiego, zdolnego do samodzielnego istnienia.

 W 2005 partia przedstawiła tzw. plan Liebermana, który miał być alternatywą dla zamierzeń Ariela Szarona. Jego głównym założeniem było przekazanie dużych terenów na Zachodnim Brzegu, zamieszkanych przez Arabów, pod zwierzchnictwo Autonomii Palestyńskiej. W zamian za to, Palestyńczycy mieliby uznać terytoria na których znajdują się duże osiedla żydowskie, za tereny izraelskie. Plan ten był krytykowany jako rasistowski, głównie przez lewą stronę izraelskiej sceny politycznej. Pomimo tego, jego pojawienie się oznaczało częściowe zerwanie z tradycyjnym poglądem ugrupowań narodowych w Izraelu, twierdzących, że jedynym rozwiązaniem rzekomego problemu nielojalnych Arabów jest transfer ludności pomiędzy państwami. Plan Liebermana został skrytykowany także przez izraelskich Arabów. Nie służą oni w Siłach Obrony Izraela i uważają się za Palestyńczyków, ale pragną takiego samego statusu jak inni obywatele Izraela i nie chcą tracić jego obywatelstwa. Z tego powodu Jisra’el Betenu zaproponował wprowadzenie dla wszystkich obywateli przysięgi na wierność krajowi i jego symbolom nowe prawo, zgodnie z którym każdy przed otrzymaniem dowodu osobistego, podpisywać będzie deklarację lojalności wobec Państwa Izrael jako syjonistycznego państwa żydowskiego, flagi, narodowego hymnu, Deklaracji Niepodległości i przyrzeczenie wypełnienia służby wojskowej lub służby zastępczej. Ci którzy odmówią, mieliby zachować prawo pozostania w kraju, jednak bez możliwości głosowania.
Jisra’el Betenu propaguje także wprowadzenie zmiany ustroju politycznego Izraela. Lieberman pragnie jego zmiany z systemu parlamentarno-gabinetowego na prezydencki. Ustawą przygotowaną przez tę partię Kneset zajął się w październiku 2008.

### Poparcie
Istnieje kilka powodów, dla których zarówno program Jisra’el Betenu, jak i kontrowersyjne zachowanie oraz wypowiedzi lidera partii cieszą się sporym poparciem pośród Izraelczyków pochodzących z krajów byłego ZSRR. Ludzie ci przyzwyczaili się do silnego przywództwa. Bardzo często Lieberman porównywany jest przez nich do Władimira Putina. Wielu z wyborców tego ugrupowania zamieszkuje Zachodni Brzeg Jordanu, gdzie często ściera się z Palestyńczykami. Ponadto, w czasie zimnej wojny, wielu Arabów popierało reżim komunistyczny, również w okresie, gdy prześladował on radzieckich Żydów. Część z tych ostatnich, po emigracji do Izraela, zachowała uprzedzenia wobec arabskich mieszkańców tego państwa. Na koniec, pojawiła się także hipoteza, iż rosyjskojęzyczni wyborcy Jisra’el Betenu postrzegają konflikt izraelsko-arabski podobnie do tego z Czeczenii. Zdaniem sporej ich grupy, Putin doskonale poradził sobie z Czeczenami, rządząc silną ręką. To samo postulują także w Izraelu, odnośnie do Arabów.

### Krytyka
Poglądy propagowane przez członków Jisra’el Betenu są postrzegane przez większość środowisk oraz organizacji arabskich, lewicowych, centrolewicowych i liberalnych za ultranacjonalistyczne, rasistowskie czy nawet faszystowskie. Centrum praw obywatelskich Mossawa porównało natomiast Awigdora Liebermana do postaci austriackiego skrajnie prawicowego populisty Jörga Haidera.

Izraelski aktywista pokojowy, lewicowy publicysta i były polityk, Uri Awneri, pisał o Jisra’el Betenu tuż po wejściu tego ugrupowania do rządu Olmerta: 

Partia Liebermana różni się od Kadimy i rozpadającej się Partii Pracy. Zorganizowana jest w militarnych szeregach, z Liebermanem jako jej jedynym, niekwestionowanym liderem. Stworzona została przede wszystkim z imigrantów z byłego Związku Radzieckiego i rozszerza się także na inne społeczności. Zwraca się do biednych i odrzuconych. Przypomina partię bolszewicką, którą Lieberman widział, jako młody człowiek w Związku Radzieckim. (Można ukuć formułę: Bolszewizm minus marksizm równa się faszyzm).

Deputowany Partii Pracy narodowości arabskiej Raleb Madżadele, stwierdził, że Lieberman jest rasistą, nie akceptuje decyzji narodu i jest dwulicowy. Lider lewicowej partii Hadasz, Muhammad Baraka opisał szefa Jisra’el Betenu jako mafiosa. Stwierdził także, że należy wznowić procesy norymberskie, by osądzić neonazistów takich jak Lieberman. Podobnego zdania są inni arabscy deputowani do Knesetu, Ibrahim Sarsur i Ahmad at-Tajjibi. Taleb El-Sana ze Zjednoczonej Listy Arabskiej skomentował wypowiedzi Liebermana na antenie telewizji izraelskiej mówiąc, że: 

Musimy przegłosować ustawę zatrzymującą rasistowskich faszystów takich jak ten, przed wchodzeniem do parlamentu i zajmowaniem oficjalnych stanowisk.

## Wyniki wyborcze
| Wybory | Liczba mandatów (na 120) | Miejsce | Liczba głosów | Procent głosów | Zmiana |
| ------ | ------------------------ | ------- | ------------- | -------------- | ------ |
| 1999   | 4                        | 13.     | 86 153        | 2,6%           | 4      |
| 2003   | 4 (7)*                   | 5.**    | 173 973**     | 5,53%**        | –      |
| 2006   | 11                       | 5.      | 281 880       | 9,0%           | 7      |
| 2009   | 15                       | 3.      | 394 577       | 11,7%          | 4      |
| 2013   | 11 (31)***               | 1.**    | 885 054**     | 23,34%**       | 4      |
| 2015   | 6                        | 8.      | 215 083       | 5,11%          | 5      |

* W wyborach w 2003 roku Jisra’el Betenu wystartował ze wspólnej listy z Unią Narodową. W nawiasie suma mandatów uzyskanych przez obie partie.

** Dane dla całej listy.

*** W wyborach 2013 roku Jisra’el Betenu wystartował ze wspólnej listy z Likudem. W nawiasie suma mandatów uzyskanych przez obie partie.
Źródło danych: Oficjalna strona Knesetu.